# Epsilon Sagittarii
Epsilon Sagittarii (Kaus Australis, 20 Sagittarii) é uma estrela na direção da constelação de Sagittarius. Possui uma ascensão reta de 18h 24m 10.35s e uma declinação de −34° 23′ 03.5″. Sua magnitude aparente é igual a 1.79. Considerando sua distância de 145 anos-luz em relação à Terra, sua magnitude absoluta é igual a −1.44. Pertence à classe espectral B9.5III.